# Réserves naturelles de l'Aïr et du Ténéré
Les réserves naturelles de l'Aïr et du Ténéré sont une région du Niger inscrite au patrimoine mondial de l'UNESCO. La région comprend en particulier le massif de l'Aïr et une partie du désert du Ténéré.  Elle est composée de deux aires protégées, la réserve naturelle nationale de l'Aïr et du Ténéré et du sanctuaire des Addax.

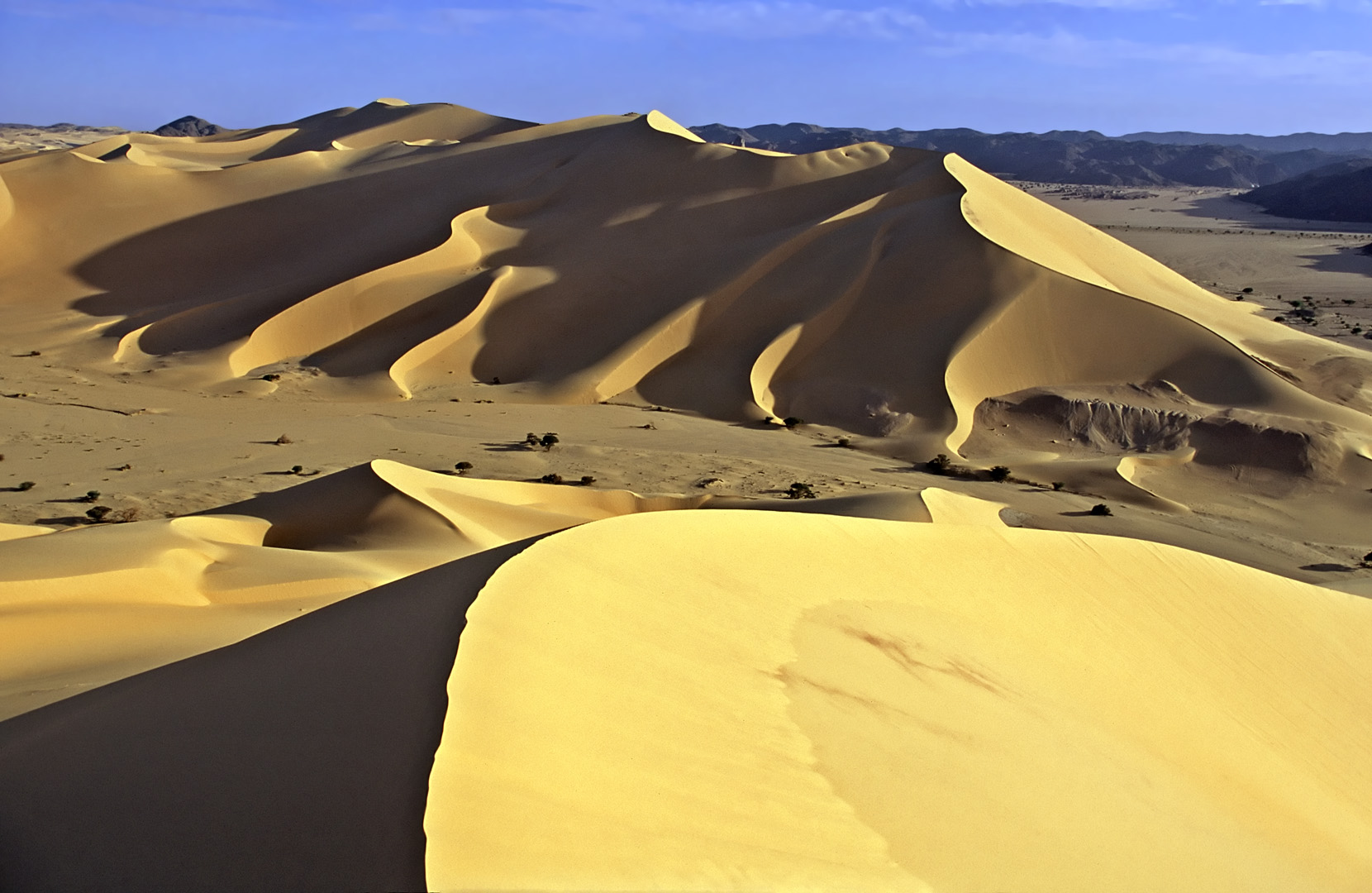
Dunes de Temet au pied du massif de l'Aïr

## Présentation
La réserve de l'Aïr et du Ténéré est la plus grande aire protégée d'Afrique, elle couvre 24 millions d'hectares. C'est un bastion naturel pour la faune saharo-sahélienne au Niger.

## Géographie
L'Aïr est, géographiquement parlant, un îlot de faune et de flore de type sahélien, isolé dans un environnement désertique saharien. Il constitue de ce fait un ensemble d'écosystèmes relictuels exceptionnels allié à des paysages de montagnes et de plaines d'un intérêt et d'une valeur esthétique exceptionnels, justifiant son inscription sur la liste du patrimoine mondial de l'UNESCO.
Les dunes vives du Ténéré modifient rapidement le paysage par déplacement et dépôt de sable. La région contient des montagnes de marbres bleus présentant un intérêt esthétique unique dans ce milieu.

## Importance écologique

### Faune
Les deux réserves contiennent des habitats naturels importants pour la survie de trois antilopes du désert du Sahara sur la Liste rouge de l'UICN des espèces menacées : la gazelle dorcas (Gazella dorcas dorcas) ; la gazelle leptocère (Gazella leptoceros) ; et l'addax (Addax nasomaculatus). En surface, un sixième de la réserve bénéficie du statut de sanctuaire pour la protection de l'addax.
Ce patrimoine naturel universel contient d'importantes populations d'espèces d'ongulés du Sahara et d'espèces de carnivores tels que le fennec, le renard de rüppell et le guépard.  
Le massif constitue une zone importante de transit migratoire pour un grand nombre d'oiseaux migrateurs afrotropicaux et paléarctiques. Au total, 40 espèces de mammifères, 165 espèces d'oiseaux, 18 espèces de reptiles et une espèce d'amphibien ont été identifiées dans la Réserve.

### Flore
On trouve sur le plateau montagneux et la steppe des espèces telles que: Acacia ehrenbergiana, Acacia raddiana, Balanites aegyptiaca, Maerua crassifolia et, plus au sol, les espèces Panicum turgidum et Stipagrostis vulnerans. 
Dans les vallées les plus larges de la réserve, les stocks d'eau dans les réservoirs alluviaux sont plus importants; un habitat spécifique s'y développe donc, associant une strate ligneuse dense avec des palmiers doum, des palmiers dattiers, Acacia nilotica, Acacia raddiana, Boscia senegalensis, Salvadora persica, et un tapis herbacé contenant, entre autres, Stipagrostis vulnerans.

## Anthropie
Selon les saisons, jusqu'à environ 40 000 humains habitent cette vaste zone de conservation et de protection environnementale, selon un décompte de 1997.
Leurs sources principales d'activités résident dans l'élevage de chameaux et de chèvres, l'agriculture, la production en petite entreprise et l'artisanat.
Les problèmes liés aux activités humaines sont cependant d'une autre nature : vol d'objets dans des sites archéologiques par des touristes et braconnage sont deux des enjeux majeurs de la région selon l'UNESCO.
Des projets internationaux de co-développement et de co-gestion sont mis en place régulièrement, qui participent à la mise en valeur du patrimoine local dans le respect de la biodiversité et des écosystèmes endémiques. 
Le Projet de Co-Gestion des Ressources de l’Aïr et du Ténéré (COGERAT, 2005) a été soutenu par le gouvernement nigérien, les communes concernées, le gouvernement français, l'Union Européenne, les Nations unies (PNUD) ainsi que divers partenaires.